# (3421) Yangchenning
(3421) Yangchenning ist ein Asteroid des Hauptgürtels, der am 26. November 1975 am Purple-Mountain-Observatorium in Nanjing entdeckt wurde.
Der Name des Asteroiden ist von dem chinesisch-amerikanischen Physiker Chen Ning Yang abgeleitet.